# Fidelity Investments Classic
De Fidelity Investments Classic was een eenmalig golftoernooi in de Verenigde Staten, dat deel uitmaakte van de Legends Tour. Het toernooi vond plaats op de Waverly Oaks Golf Club in Plymouth, Massachusetts.
Het toernooi wordt gespeeld in een strokeplay-formule met twee ronden er is geen cut.

## Winnaressen
| Jaar | Winnares       | Score | Score | Info  |
| ---- | -------------- | ----- | ----- | ----- |
| 2002 | Shelley Hamlin | 138   | –6    | [ 1 ] |